# Gouvernement Parri
Royaume d'Italie 
 Période constitutionnelle transitoire
Bonomi III De Gasperi I
Le gouvernement Parri (Governo Parri, en italien) est le gouvernement du royaume d'Italie entre le 21 juin 1945 et le 10 décembre 1945, durant la XXXe législature.

## Historique

### Président du conseil des ministres
Ferruccio Parri